# Antihumor
Antihumor is een vorm van humor waarin de pointe met opzet niet humoristisch is. Antihumor speelt met de verwachtingen van de luisteraar en is afhankelijk van verrassing, waarna de ironie van de situatie uiteindelijk weer wel humoristisch kan zijn. 
Antihumor wordt vaak geassocieerd met flauwe humor.

## Voorbeelden
Antihumor kan non sequitur zijn:
- Waarom kan Henk geen autorijden?
Omdat hij een steen is.

Het kan ook zo zijn dat de pointe wel relevant is, maar onverwachts gebruikmaakt van zwarte humor:
- Wat is erger dan een worm in je appel?
De holocaust.

Een beruchte versie van antihumor is de grap 'The Aristocrats', waarbij het de bedoeling is om zo vulgair mogelijk te zijn, waarna de (sowieso onzinnige) pointe ondergeschikt is aan de opbouw. Hierover werd in 2005 de documentairefilm The Aristocrats gemaakt.